# Konservering (madvarer)
 Der er for få eller ingen kildehenvisninger i denne artikel, hvilket er et problem. Du kan hjælpe ved at angive troværdige kilder til de påstande, som fremføres i artiklen.

 For alternative betydninger, se Konservering. (Se også artikler, som begynder med Konservering)
Ved konservering søges at stabilisere fødevaren ved fx at hæmme mikrobiel vækst, oxidation af lipider eller enzymatisk aktivitet. De hyppigst anvendte metoder til konservering af fødevarer er autoklavering (dåsemad) eller anden varmebehandling samt regulering af pH og vandaktivitet. Desuden anvendes konserveringsmidler til at hæmme mikrobiel vækst i en række fødevarer.

## Historie
Siden oldtiden har mennesket vidst, hvordan man forlænger fødevarers holdbarhed. Tidligt blev der udviklet metoder som stegning og kogning, så mad kunne gemmes. Andre metoder blev brugt for at konservere varer fra høst til næste høst.

## Tillukning
Iltning giver de fleste mikrober optimale levebetingelser og øger risikoen for, at maden fordærves. Man kan afskære fødevarer fra kontakt med ilt ved at bruge glasflasker med harpikstætnet prop. Eller krukker med henkogt kød dækket af et tykt fedtlag. Eller voksforseglede låg på lerkrukker. Andre metoder er at anvende lufttætte dåser (hermetik), at tætne flasker, at fylde plastposer med CO2 eller nitrogen, at opbevare i alkohol eller spiseolie.
Hvis fødevarer gemmes, kan der opstå harskning. Det er en kemisk proces, der ikke er afhængig af mikroorganismer, og som forløber ubønhørligt, når den først er gået i gang.

## Tørring
Hvis det lykkes at holde vandindholdet i føden under 15 %, kan maden ikke omsættes af mikroorganismer. Det er udnyttet ved tørring af fødevarer: Fisk (klipfisk), kød (pemmikan, parmaskinke), grøntsager (gule ærter, ris), kornprodukter (mel og gryn), krydderurter (safran), frugt (rosiner) og dyrefoder (hø). Det er afgørende, at nedtørringstiden er så kort som mulig, da der kan ske angreb under tørringen. Farligst er en gruppe svampe, der udvikler aflatoksiner. Aflatoksin er ekstremt giftigt og kan ikke fjernes fra føden. Det kan vandre fra kreaturernes kraftfoder via dyrene og over i mælken. Derfor har det været lettere at fremstille tørrede produkter i egne med lav relativ luftfugtighed. En moderne metode til hurtig tørring er den såkaldte "frysetørring", hvor man kan nedtørre selv meget vandige produkter som jordbær og persille.

## Nedkøling
Det er gammel viden, at mad bliver fordærvet, hvis opbevares for varmt. Det gælder om hurtigst muligt at få temperaturen ned under + 5º, hvor der ikke kommer nye angreb på maden, og selv etablerede angreb af mikroorganismer går i stå. Skimmelsvamp kan dog skabe nye angreb helt ned til 0º.
Fra gammel tid har man benyttet kølige klippehuler, jordkældre og kuler til at gemme fødevarer. Isblokke kunne gemmes fra vinteren i ishuse isoleret af tørt sphagnum. I velpassede huse kunne isen gemmes til næste vinter, og dér var det muligt at opbevare fødevarer i månedsvis. Den luksus var forbeholdt de allerrigeste. I dag er køleskabe og dybfrysere blevet almindelige i alle danske husholdninger.

## Syretilsætning
Eddike er et naturligt nedbrydningsprodukt fra alkohol. Det har været kendt siden oldtiden som et middel til at konserverer fødevarer. Syltning med eddike har været den foretrukne metode i kolde egne, hvor tørring ikke så let lader sig gennemføre. Det germanske og slaviske køkken rummer således mange kombinationer med ”surt” som tilbehør. Her har man gennem århundreder sursyltet pickles, asier og rødbeder.
Det er også i de nordlige egne, mælkesyregæring er opfundet som konservering: Eksempelvis fremstilles surkål ved gæring uden adgang af ilt. I den sidste halvdel af 1900-tallet blev det også almindeligt at konservere dyrefoder ved mælkesyregæring: Ensilage er fremstillet på samme måde som surkål. Fremstilling af ost danner et mellemtrin mellem mælkesyregæring og syrekonservering. Oprindelig var formålet med at fremstille ost, at man ved hjælp af enzymet osteløbe kunne gøre den letfordærvelige mælk mere holdbar.

## Kogning
Tidligt vidste mennesket, at kogning øgede holdbarheden. Derfor var det enhver husmors stolthed at kunne opbevare henkogt kød i månedsvis. Et eksempel på metoden er franskmændenes ”confit de canard”, fedtkogt and. I 1862 opfandt Louis Pasteur den metode, der bærer hans navn. Først da forstod man bakteriers og svampes rolle i nedbrydningen af fødevarer. Pasteurisering viste hurtigt sin effektivitet, og fremgangsmåden er siden blevet standard i behandling af fordærvelige madvarer som mælk og juice. 
Der er dog problemer ved at bruge opvarmning til at bekæmpe mikroorganismer med. 
Dels findes der organismer, der i dvaletilstand kan klare meget høje temperaturer, og dels vil føden straks blive inficeret på ny, hvis afkølingen tager for lang tid. 

## Bestråling
Bestråling af fødevarer foregår ved at udsætte fødevarer for ioniserende stråling i så høj en dosis og i så lang tid, at alle sygdomskim og bakterier i produktet dræbes. For at opnå den rette dosis på en kontrolleret og nem måde anvendes som regel radioaktive kilder.
Fødevarebestråling har en række fordele som fødevareindustrien gerne så udnyttet. Blandet andet bruges bestråling i allersidste led i produktionen, efter at varen er pakket, og kan fjerne eventuel kontaminering fra både produktionen og pakningen. Det er således en billig måde at gardere sig mod en sløset hygiejne og kan i visse situationer endda gøre inficerede fødevarer der ellers skulle kasseres spiselige. Af disse grunde bliver bestråling af fødevarer ind imellem nævnt som den ultimative løsning på alle problemer med hygiejne og holdbarhed. Befolkningens frygt for de mulige langtidsvirkninger gør dog, at metoden ikke bliver standard.
Anvendelsen af fødevarebestråling variere en del fra land til land. I Danmark er bestråling af fødevarer kun tilladt i forbindelse med urter og krydderier og hvis bestråling anvendes, skal det markeres på produktet. I EU har man en øvre grænse for, hvor kraftig en stråling man må udsætte fødevarerne for. Det påstås, at alle fødevarer, der passerer de store frugt- og grøntauktioner i Holland, er strålebehandlet. Det kan ikke bevises, for stråling efterlader ingen spor, men holdbarheden af friskplukkede bær fra andre lande er ringere end tilsvarende fra Holland.[kilde mangler] I lande som Brasilien og USA anvendes bestråling af fødevarer i stor stil, herunder frugt, grøntsager, fisk og fjerkræ.
Bestråling kan skade fødevarer, især hvis der anvendes kraftig stråling, idet vitaminer ødelægges og smagen forringes. Dyreforsøg har vist, at frygten for følger af bestråling muligvis ikke er ubegrundet: Hunde fodret med bestrålet mad vejede 11,3 % mindre end hunde, der fik ubestrålet mad.[kilde mangler]

## Blanchering
Blanchering er et kortvarigt opkog af en fødevare og anvendes hyppigt til konservering af grønsager. Mange grøntsager på frost, herunder bønner, ærter, majs og gulerødder blancheres før frysningen. Blancheringen har til formål at inaktivere enzymer i fødevaren, primært lipooxygenaser og peroxidaser, der ellers vil kunne give fødevaren en afsmag. Ulemper ved blanchering af grøntsager omfatter denaturering af vitaminer, ændring af farve og smag samt tab af opløselige stoffer som sukker, mineraler, farvestoffer og vandopløselige vitaminer til kogevandet. Sidstnævnte søges modvirket i industrien ved at dampe grønsagerne i stedet for at koge dem.
Blanchering har desuden til formål at dræbe bakterier og svampe i fødevaren for derved at forlænge levetiden.

## Saltning
Tilsætning af hæmmende stoffer har været praktiseret siden oldtiden. Det mest brugte stof er husholdningssalt. Ved hjælp af salt fremkaldes osmotiske forhold, der gør det umuligt for mikroorganismer at nedbryde maden. Saltet har derfor været en meget afgørende handelsvare, og de, der sad på saltet, kunne tjene formuer. Den keltiske Hallstattkultur byggede sin rigdom på saltminer, og senere havde hanseaternes held til at sætte sig på saltudvinding og transport af salt gennem Tyskland. Derved fik de magt over konserveringen af de store mængder fisk, som var nødvendige i et katolsk Europa med fastetid en måned om året. Talrige fødevarer bliver konserveret med salt, og vi har helt vænnet os til, at de skal smage salt: Bacon, skinke, saltkød, pølse, spegesild, klipfisk og sojasovs.

## Røgning
Blandt de hæmmende stoffer er fenol fra brænderøg. Røgning gjorde fra gammel tid de fordærvelige fødevarer holdbare. Silden, skinken, pølsen og laksen blev hængt op i røgen, der imprægnerede kødet med det bakteriehæmmende fenol. Samtidig fik maden smag af røg (træsyre), og det lærte vi at sætte pris på. Det er blevet til, at der sælges ”røgede” produkter, som aldrig har været i nærheden af røg. De er i stedet blev ”produktudviklet” med træsyre, der giver duft og smag, men ikke holdbarhed. Fenol er bakteriehæmmende og giftigt, så det er klogt at være tilbageholdende med at spise røgede – og saltede – produkter.

## Konserveringsmidler
Konservering kan opnås ved tilsætning af svampe- og bakteriedræbende stoffer kaldet konserveringsmidler. De spænder fra det ret harmløse indhold af æteriske olier i krydderurter over naturlige konserveringsmidler i visse frugter som tyttebær, tranebær og rønnebær til skrappe sager som myresyre i rugbrød, nitrit i hamburgerryg og salpeter i medisterpølse. Hele området er en gråzone, hvor industrien kæmper for at finde nye, egnede midler, mens myndigheder og forbrugergrupper søger at minimere antallet af konserveringsmidler og mængden, der må tilsættes.

## Eksterne links
- Wikimedia Commons har flere filer relateret til Konservering (madvarer)
- Urter og bær kan konservere kød, Videnskab.dk, 26. februar 2012

Fødevarestyrelsens siden om behandling af råvare